# 31. ceremonia wręczenia nagród Goya
30. ceremonia wręczenia hiszpańskich nagród filmowych Goya za rok 2016, odbyła się 4 lutego 2017 roku w Marriott Auditorium Hotel w Madrycie. Prowadzącym galę wręczenia nagród po raz trzeci był komik Dani Rovira.
Nominacje do nagród zostały ogłoszone 14 grudnia 2016 roku, przez hiszpańskich aktorów: Javiera Cámarę oraz Natalię de Molina.
Nagrody przyznano w 28 kategoriach, nagrodę honorową otrzymała aktorka i piosenkarka Ana Belén.

## Laureaci i nominowani
Laureaci nagród wyróżnieni są wytłuszczeniem

### Najlepszy film
- Raúl Arévalo − Za późno na gniew
  - Pedro Almodóvar − Julieta
  - Rodrigo Sorogoyen − Niech Bóg nam wybaczy
  - Alberto Rodríguez − Człowiek o tysiącu twarzy
  - Juan Antonio Bayona − Siedem minut po północy

### Najlepsza reżyseria
- Juan Antonio Bayona − Siedem minut po północy
  - Pedro Almodóvar − Julieta
  - Alberto Rodríguez − Człowiek o tysiącu twarzy
  - Rodrigo Sorogoyen − Niech Bóg nam wybaczy

### Najlepszy debiut reżyserski
- Raúl Arévalo − Za późno na gniew
  - Salvador Calvo − Ostatni Hiszpanie na Filipinach
  - Marc Crehuet − Jednooki król
  - Nely Reguera − Maria i inni

### Najlepszy scenariusz oryginalny
- Raúl Arévalo i David Pulido − Za późno na gniew
  - Jorge Guerricaechevarría − Oszukać złodzieja
  - Paul Laverty − Drzewko oliwne
  - Isabel Peña i Rodrigo Sorogoyen − Niech Bóg nam wybaczy

### Najlepszy scenariusz adaptowany
- Alberto Rodríguez − Człowiek o tysiącu twarzy
  - Pedro Almodóvar − Julieta
  - Paco León i Fernando Pérez − Kiki i sekrety seksu
  - Patrick Ness − Siedem minut po północy

### Najlepszy aktor
- Roberto Álamo − Niech Bóg nam wybaczy
  - Luis Callejo − Za późno na gniew
  - Antonio de la Torre − Za późno na gniew
  - Eduard Fernández − Człowiek o tysiącu twarzy

### Najlepszy aktor drugoplanowy
- Manolo Solo − Za późno na gniew
  - Karra Elejalde − 100 metrów
  - Javier Gutiérrez − Drzewko oliwne
  - Javier Pereira − Niech Bóg nam wybaczy

### Najlepszy debiutujący aktor
- Carlos Santos − Człowiek o tysiącu twarzy
  - Rodrigo de la Serna − Oszukać złodzieja
  - Ricardo Gómez − Ostatni Hiszpanie na Filipinach
  - Raúl Jiménez − Za późno na gniew

### Najlepsza aktorka
- Emma Suárez − Julieta
  - Penélope Cruz − Królowa Hiszpanii
  - Bárbara Lennie − Maria i inni
  - Carmen Machi − Przez otwarte drzwi

### Najlepsza aktorka drugoplanowa
- Emma Suárez − Kolejna skóra
  - Terele Pávez − Przez otwarte drzwi
  - Candela Peña − Kiki i sekrety seksu
  - Sigourney Weaver − Siedem minut po północy

### Najlepsza debiutująca aktorka
- Anna Castillo − Drzewko oliwne
  - Belén Cuesta − Kiki i sekrety seksu
  - Ruth Díaz − Za późno na gniew
  - Silvia Pérez Cruz − Cerca de tu casa

### Najlepszy film europejski
- Elle, reż. Paul Verhoeven
  -  Syn Szawła, reż. László Nemes
  -  Geniusz, reż. Michael Grandage
  -  Ja, Daniel Blake, reż. Ken Loach

### Najlepszy zagraniczny film hiszpańskojęzyczny
- Honorowy obywatel, reż. Mariano Cohn i Gastón Duprat
  -  Z daleka, reż. Lorenzo Vigas
  -  Wybranki, reż. David Pablos
  -  Anna, reż. Jacques Toulemonde Vidal

### Najlepsza muzyka
- Fernando Velázquez − Siedem minut po północy
  - Pascal Gaigne − Drzewko oliwne
  - Julio de la Rosa − Człowiek o tysiącu twarzy
  - Alberto Iglesias − Julieta

### Najlepsza piosenka
- Ai, ai, ai z filmu Cerca de tu casa – Sílvia Pérez Cruz
  - Muerte z filmu Delikatna równowaga – Zeltia Montes
  - Descubriendo India z filmu Bollywood Made in Spain – Luis Ivars
  - Kiki z filmu Kiki i sekrety seksu – Alejandro Acosta, Cristina Manjón, David Borràs Paronella, Marc Peña Rius i Paco León

### Najlepsze zdjęcia
- Oscar Faura − Siedem minut po północy
  - José Luis Alcaine − Królowa Hiszpanii
  - Alex Catalán − Ostatni Hiszpanie na Filipinach
  - Arnau Valls Colomer − Za późno na gniew

### Najlepszy montaż
- Bernat Vilaplana i Jaume Martí − Siedem minut po północy
  - Alberto del Campo i Fernando Franco − Niech Bóg nam wybaczy
  - Ángel Hernández Zoido − Za późno na gniew
  - José M.G. Moyano − Człowiek o tysiącu twarzy

### Najlepsza scenografia
- Eugenio Caballero − Siedem minut po północy
  - Carlos Bodelón − Ostatni Hiszpanie na Filipinach
  - Juan Pedro De Gaspar − Królowa Hiszpanii
  - Pepe Domínguez del Olmo − Człowiek o tysiącu twarzy

### Najlepsze kostiumy
- Paola Torres − Ostatni Hiszpanie na Filipinach
  - Cristina Rodríguez − No culpes al karma de lo que te pasa por gilipollas
  - Lala Huete − Królowa Hiszpanii
  - Alberto Valcárcel Rodríguez i Cristina Rodríguez − Za późno na gniew

### Najlepsza charakteryzacja i fryzury
- Marese Langan i David Martí − Siedem minut po północy
  - Ana López-Puigcerver, Sergio Pérez i David Martí − Julieta
  - Milu Cabrer, Alicia López i Pedro Rodríguez − Ostatni Hiszpanie na Filipinach
  - Yolanda Piña − Człowiek o tysiącu twarzy

### Najlepszy dźwięk
- Peter Glossop, Oriol Tarragó i Marc Orts − Siedem minut po północy
  - Nacho Royo-Villanova i Sergio Testón − Ozzy
  - Eduardo Esquide, Juan Ferro i Nicolas de Poulpiquet − Ostatni Hiszpanie na Filipinach
  - Daniel de Zayas, César Molina i José A. Manovel − Człowiek o tysiącu twarzy

### Najlepszy kierownik produkcji
- Sandra Hermida − Siedem minut po północy
  - Pilar Robla − Królowa Hiszpanii
  - Manuela Ocón − Człowiek o tysiącu twarzy
  - Carlos Bernases − Ostatni Hiszpanie na Filipinach

### Najlepsze efekty specjalne
- Pau Costa i Félix Bergés − Siedem minut po północy
  - Reyes Abades i Eduardo Díaz − Julieta
  - Pau Costa i Carlos Lozano − Ostatni Hiszpanie na Filipinach
  - Raúl Romanillos i David Heras − Gernika

### Najlepszy film animowany
- Pedro Rivero i Alberto Vázquez − Psychonauci, zapomniane dzieci
  - Alberto Rodriguez i Nacho La Casa − Ozzy
  - Agurtzane Intxaurraga − Teresa i Tim

### Najlepszy krótkometrażowy film animowany
- Alberto Vázquez − Decorado
  - Alan Carabantes Person i Marc Briones Piulachs − Darrel
  - Coke Riobóo − Made in Spain
  - Valle Comba Canales − Uka

### Najlepszy film dokumentalny
- Guillermo García López − Delikatna równowaga
  - José Sánchez-Montes i Gervasio Iglesias − Omega
  - José Luis López-Linares − Bosch - Ogród snów
  - Hernán Zin − Nacido en Siria

### Najlepszy krótkometrażowy film dokumentalny
- Juan Vicente Córdoba − Cabezas habladoras
  - Álvaro Longoria − Esperanza
  - Juan Antonio Moreno Amador − Palabras de caramelo
  - Guillermo Abril i Álvaro Corcuera − The Resurrection Club

### Najlepszy krótkometrażowy film fabularny
- Juanjo Giménez Peña − Timecode
  - Alexis Morante − Bla, bla, bla
  - Damià Serra − En la azotea
  - Lluís Quílez Sala − Graffiti

### Goya Honorowa
- Ana Belén (aktorka, piosenkarka)

## Podsumowanie ilości nominacji
(Ograniczenie do dwóch nominacji)
12 : Siedem minut po północy
11 : Człowiek o tysiącu twarzy, Za późno na gniew
9 : Ostatni Hiszpanie na Filipinach
7 : Julieta
6 : Niech Bóg nam wybaczy
5 : Królowa Hiszpanii
4 : Drzewko oliwne, Kiki i sekrety seksu
2 : Cerca de tu casa, Oszukać złodzieja, Delikatna równowaga, Przez otwarte drzwi, Maria i inni, Ozzy